# 天使·COM
《天使·COM》是爱格文化公司与吉林省作家协会主办，由小作家选刊杂志社出版发行的国内青春流行小说月刊。该月刊版期分为A版、B版与梦刻版；A版出版日期是每月10日，B版出版日期是每月15日，梦刻版为每月5日。
为中国青少年文学市场极具影响力的流行小说杂志。刊内作品主要以校园青春、魔幻传奇、动漫同人、唯美言情的长篇故事为主，凡响好的作者可考虑出单行本。

## 标注
1. ↑  .   [2011-08-31]. （原始内容存档于2011-10-15）.
2. ↑  .   [2011-08-31]. （原始内容存档于2011-12-01）.